# Gasconia
Gasconia (franceză Gascogne) este o provincie istorică din sud-vestul Franței. Limba locală este limba gasconă un dialect al limbii occitane.

## Date geografice
Gasconia cuprinde integral departamentele Landes, Gers și Hautes-Pyrénées ca și o parte din departamentele, Lot-et-Garonne, Tarn-et-Garonne, Haute-Garonne, Gironde și Ariège. De Gasconia mai aparțin regiunile Aquitania și Midi-Pyrénées. Valea Aran aparține acum de Spania.

Harta Occitaniei

## Economie
Principale ramuri economice ale provinciei sunt:
- pescuitul
- cultura viței de vie, aici se produc specialitățile, Armagnac, Arrufiat
- turismul, în regiune fiind numeroase mănăstiri, castele sau stațiuni balneare
- industria forestieră

## Orașe importante
- Auch, oraș istoric
- Bordeaux
- Bayonne
- Biarritz
- Dax
- Lourdes
- Bagnères-de-Luchon
- Tarbes